# Lophochernes differens
Lophochernes differens är en spindeldjursart som beskrevs av Beier 1951. Lophochernes differens ingår i släktet Lophochernes och familjen tvåögonklokrypare. Inga underarter finns listade i Catalogue of Life.